# İstanbul Başakşehir FK

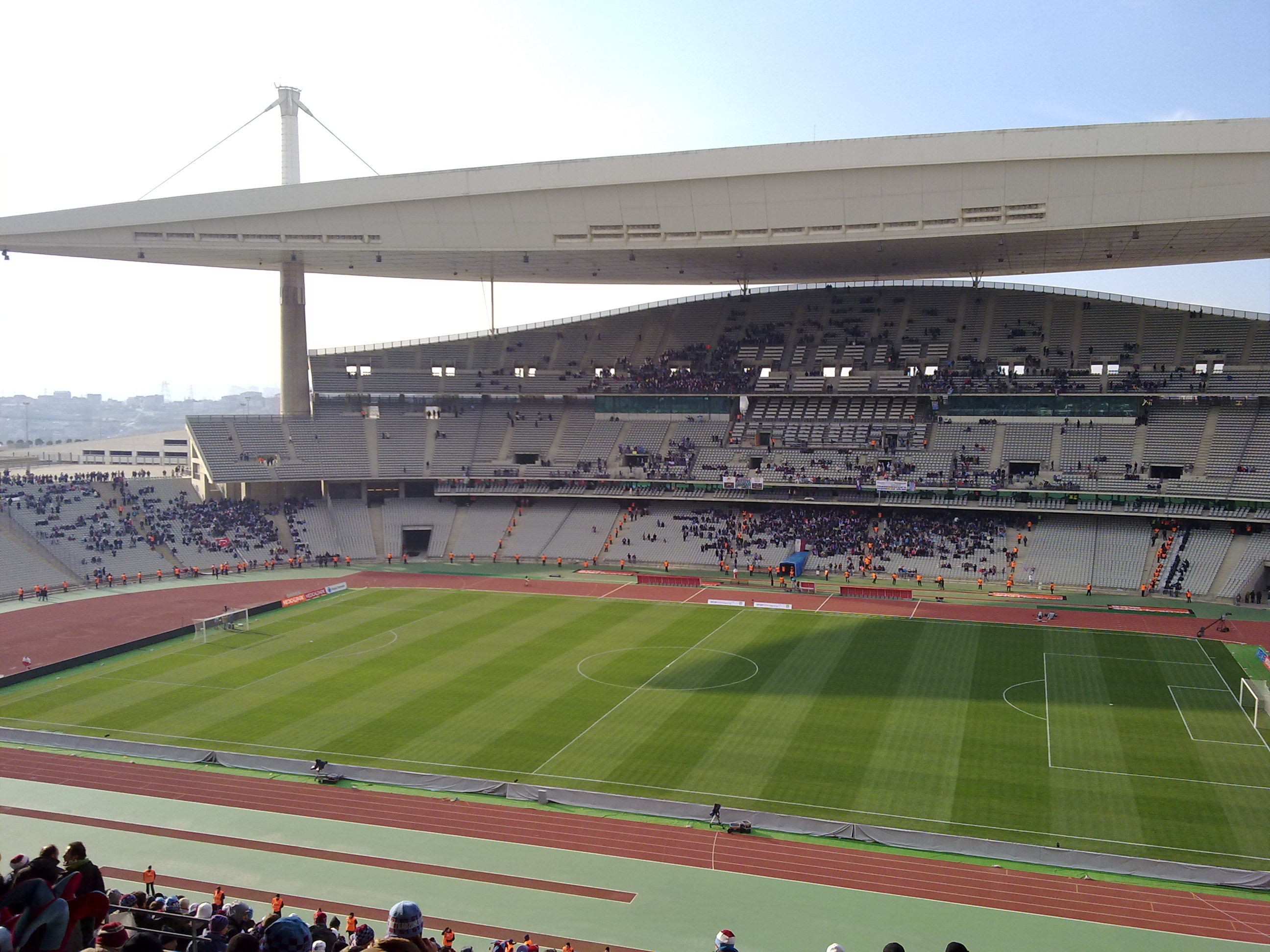
Atatürkův olympijský stadion, kde klub působil do léta 2014.

İstanbul Başakşehir FK je turecký fotbalový klub z města Istanbul, jenž je součástí většího sportovního sdružení se stejným názvem. Svoje domácí utkání hraje na stadionu Başakşehir Fatih Terim Stadyumu s kapacitou 17 800 diváků. Klubové barvy jsou modrá a oranžová.
Do června 2014 byl znám pod názvem İstanbul Büyükşehir Belediye Spor Kulübü.
Başakşehir sužuje nízký zájem istanbulských fanoušků, nejen z důvodu zdejší konkurence velkoklubů (Beşiktaş, Fenerbahçe, Galatasaray), ale také proto, že má vazby na vládnoucí stranu a lidi okolo prezidenta Erdoğana.
Antipatie vzbuzuje také skutečnost, že jde o organizaci náležící městu, tudíž výdaje jako ty spjaté s přesunem na stadion Atatürkův olympijský stadion tak hradí občané Istanbulu. Tento stadion s kapacitou 76 tisíc míst navíc nebýval naplňován ani ze čtvrtiny.

## Historie
Klub İstanbul Büyükşehir Belediye Spor Kulübü (İstanbul BBSK) byl založen v roce 1990 tehdejším starostou Istanbulu Nurettinem Sözenem, který sdružil všechny sportovní oddíly patřící městu do jednoho uskupení.
Již v prvním roce existence postoupil ze čtvrté ligy výše a v roce 1993 zamířil do druhé ligy. Záchranářské boje vyústily v roce 1995 v návrat do 3. Ligy, ale dva roky nato už se Başakşehir opět ocitl ve druhé lize. Ačkoliv nováček, zapojil se do bojů playoff a o postup do Süper Lig jej připravil až vítězný gól Sakaryasporu v 86. minutě vzájemného klání. Blízko nejvyšší soutěže se tým ocitl v roce 2006, uspěl až v roce následujícím. Podíl na tom měl kouč Abdullah Avcı, předtím trenér turecké mládežnické reprezentace.
Fotbalový oddíl působil v sezóně 2012/13 v turecké lize Süper Lig, skončil na 16. místě a sestoupil do nižší ligy PTT 1. Lig.
V červnu 2014 se klub přejmenoval na İstanbul Başakşehir Futbol Kulübü. Zároveň se přestěhoval z Ataturkova olympijského stadionu na nově zbudovaný stadion Başakşehir Fatih Terim Stadyumu pojmenovaný na počest úspěšného tureckého trenéra Fatiha Terima.

## Účast v evropských pohárech
| Ročník  | Soutěž        | Kolo             | Klub                     | Doma | Venku      | Celkem       |
| ------- | ------------- | ---------------- | ------------------------ | ---- | ---------- | ------------ |
| 2015/16 | Evropská liga | 3. předkolo      | AZ Alkmaar               | 1:2  | 0:2        | 1:4          |
| 2016/17 | Evropská liga | 3. předkolo      | HNK Rijeka               | 0:0  | 2:2        | 2:2          |
| 2016/17 | Evropská liga | 4. předkolo      | FK Šachtar Doněck        | 1:2  | 0:2        | 1:4          |
| 2017/18 | Liga mistrů   | 3. předkolo      | Club Brugge KV           | 2:0  | 3:3        | 5:3          |
| 2017/18 | Liga mistrů   | 4. předkolo      | Sevilla FC               | 1:2  | 2:2        | 3:4          |
| 2017/18 | Evropská liga | Základní skupina | SC Braga                 | 2:1  | 1:2        |              |
| 2017/18 | Evropská liga | Základní skupina | TSG 1899 Hoffenheim      | 1:1  | 1:3        |              |
| 2017/18 | Evropská liga | Základní skupina | PFK Ludogorec Razgrad    | 0:0  | 2:1        |              |
| 2018/19 | Evropská liga | 3. předkolo      | Burnley FC               | 0:0  | 0:1 prodl. | 0:1          |
| 2019/20 | Liga mistrů   | 3. předkolo      | Olympiakos Pireus        | 0:1  | 0:2        | 0:3          |
| 2019/20 | Evropská liga | Základní skupina | AS Řím                   | 0:3  | 0:4        | 1. místo     |
| 2019/20 | Evropská liga | Základní skupina | Borussia Mönchengladbach | 1:1  | 2:1        | 1. místo     |
| 2019/20 | Evropská liga | Základní skupina | Wolfsberger              | 1:0  | 3:0        | 1. místo     |
| 2019/20 | Evropská liga | Šestnáctifinále  | Sporting Lisabon         | 4:1  | 1:3        | 5:4 (prodl.) |
| 2019/20 | Evropská liga | Osmifinále       | FC Kodaň                 | 1:0  | 0:3        | 1:3          |
| 2020/21 | Liga mistrů   | Základní skupina | RB Leipzig               | 3:4  | 0:2        | 4.místo      |
| 2020/21 | Liga mistrů   | Základní skupina | Paris Saint-Germain      | 0:2  | 5:1        | 4.místo      |
| 2020/21 | Liga mistrů   | Základní skupina | Manchester United        | 2:1  | 1:4        | 4.místo      |

## Úspěchy

### Vyhrané domácí soutěže
- Süper Lig ( 1× )

(2019/20)

## Trenéři
- Ugur Tütüneker (2004–2005)
- Abdullah Avcı (srpen 2006 – listopad 2011)
- Arif Erdem (listopad 2011 – květen 2012)
- Carlos Carvalhal (květen 2012 – listopad 2012)
- Bülent Korkmaz (listopad 2012 – červen 2013)
- Cihat Arslan (červen 2013 – červen 2014)
- Abdullah Avcı (srpen 2014 – červen 2019)
- Okan Buruk (červen 2019 – leden 2021)
- Ajkut Kocaman (únor 2021 – říjen 2021)
- Emre Belözoglu (říjen 2021 – září 2023)
- Çağdaş Atan (od 9.9.2023)